# Christopher Cousins
Christopher Cousins (New York, 27 september 1960) is een Amerikaans acteur.

## Biografie
Cousins begon in 1986 met acteren in de televisieserie Another World. Hierna speelde hij rollen in televisieseries en films als For Love of the Game (1999), Wicker Park (2004), The Grudge 2 (2006), Vanished (2006), One Life to Live (1991-2008) en Breaking Bad (2009-2011).
Cousins is getrouwd en heeft een dochter.

## Filmografie

### Films
Uitgezonderd korte films.
- 2019 - Check Inn to Christmas - als Bill Mason
- 2018 - Caretakers - als voormalig ambassadeur Chris Williams
- 2014 - Draft Day - als Max Stone
- 2012 - The Diary of Preston Plummer – als Walter
- 2011 - William and Kate – als Mike Middleton
- 2009 - Legally Blondes – als Richard
- 2009 - Hangman – als Phillip
- 2008 - Untraceable – als David Williams
- 2007 - Final Approach – als Vince Gilford
- 2006 - The Grudge 2 – als Bill
- 2005 - Mystery Woman: Vision of a Murder – als Adam
- 2004 - Wicker Park – als Daniel
- 2004 - The Long Shot – als John Oaks
- 2001 - Dead Dog – als Marquett
- 2001 - Earth vs. the Spider – als Williams
- 1999 - For Love of the Game – als Ian
- 1999 - Mind Prey
- 1998 - A Wing and a Prayer – als Evan Lansing
- 1998 - The Substitute 2: School's Out – als Randall Thomasson
- 1989 - Hell High – als Jon-Jon

### Televisieseries
Uitgezonderd eenmalige gastrollen.
- 2024 - The Young and the Restless - als dr. Alan Laurent - 17 afl.
- 2022- 2023 - The Resident - als Marco - 2 afl.
- 2020 - General Hospital - als dr. Kirk - 6 afl.
- 2019 - L.A.'s Finest - als Dan Howser - 2 afl.
- 2016 - 2018 - UnREAL - als Gary - 10 afl.
- 2017 - Kevin (Probably) Saves the World - als Sam Haslett - 2 afl.
- 2017 - The Exorcist - als Peter Osborne - 4 afl.
- 2017 - Training Day - als Ken Patterson - 2 afl.
- 2016 - Bosch - als Martin Weiss - 4 afl.
- 2015 - CSI: Cyber - als Mason Lynne - 2 afl.
- 2014 - 2016 - The Vampire Diaries - als Joshua Parker - 4 afl.
- 2013 - 2015 - Glee - als Harris - 7 afl.
- 2014 - Matador - als Llewyn Smith - 8 afl.
- 2013 - 2014 Revolution -  las Victor Doyle - 7 afl.
- 2013 - 2014 Twisted - als burgemeester John Rollins - 3 afl.
- 2013 - Chicago Fire - als Steven Goody - 2 afl.
- 2013 - The Mentalist - als Jason Lennon - 2 afl.
- 2009-2012 - Breaking Bad – als Ted Beneke – 13 afl.
- 2010 - Terriers – als Robert Lindus – 3 afl.
- 1991-2008 - One Life to Live – als Cain Rogan – 41 afl.
- 2008 - Lipstick Jungle – als Charles Reilly – 6 afl.
- 2006 - Vanished – als rechter Wallace Rainer – 8 afl.
- 2003-2005 - American Dreams – als Ted Pryor – 4 afl.
- 2004 - Joan of Arcadia – als Tom Murphy – 2 afl.
- 2001 - Stargate SG-1 – als ambassadeur Joseph Faxon – 2 afl.
- 2000 - Opposite Sex – als Will Perry – 8 afl.
- 1986 - Another World – als Greg Houston – 3 afl.

- Library of Congress Control Number: no2005003000
- Virtual International Authority File: 24324574
- WorldCat: E39PBJrwPHQ4XBFfJBMCJWWMT3